# David Jacobs (atleet)
David Henry Jacobs  (Cardiff, 30 april 1888 - Llandudno, 6 juni 1976) was een Brits atleet, die zich had toegelegd op de sprint. Hij nam eenmaal deel aan de Olympische Spelen en veroverde bij deze gelegenheid één gouden medaille.

## Loopbaan
Jacobs mocht deelnemen aan de Olympische Spelen 1912 in het Zweedse Stockholm. Op de 100 en 200 meter werd Jacobs uitgeschakeld in de halve finale. Op de 4 × 100 m estafette profiteerde de Britse ploeg van de diskwalificatie van de Duitse ploeg in de finale en won daardoor met zijn ploeggenoten de gouden medaille.

## Titels
- Olympisch kampioen 4 × 100 m estafette - 1912

## Persoonlijk record
| Onderdeel | Prestatie | Datum |
| --------- | --------- | ----- |
| 100m      | 10,8      | 1912  |
| 200m      | 21,9      | 1912  |

## Belangrijkste prestaties

### 100 m
| Jaar | Wedstrijd | Plaats | tijd |
| ---- | --------- | ------ | ---- |
| 1912 | OS        | HF     |      |

### 200 m
| Jaar | Wedstrijd | Plaats | tijd |
| ---- | --------- | ------ | ---- |
| 1912 | OS        | HF     |      |

### 4 x 100 m
| Jaar | Wedstrijd | Plaats | tijd |
| ---- | --------- | ------ | ---- |
| 1912 | OS        | Goud   | 42,4 |

1912: Jacobs, Macintosh, d'Arcy, Applegarth ·
1920: Paddock, Scholz, Murchison, Kirksey ·
1924: Clarke, Hussey, Leconey, Murchison ·
1928: Wykoff, Quinn, Borah, Russell ·
1932: Kiesel, Toppino, Dyer, Wykoff ·
1936: Owens, Metcalfe, Draper, Wykoff ·
1948: Ewell, Wright, Dillard, Patton ·
1952: Smith, Dillard, Remigino, Stanfield ·
1956: Murchison, King, Baker, Morrow ·
1960: Cullmann, Hary, Mahlendorf, Lauer ·
1964: Drayton, Ashworth, Stebbins, Hayes ·
1968: Greene, Pender, Smith, Hines ·
1972: Black, Taylor, Tinker, Hart ·
1976: Glance, Jones, Hampton, Riddick ·
1980: Moeravjov, Sidorov, Prokofjev, Aksinin ·
1984: Graddy, Brown, Smith, Lewis ·
1988: Bryzgin, Krylov, Moeravjov, Savin ·
1992: Marsh, Burrell, Mitchell, Lewis ·
1996: Esmie, Gilbert, Surin, Bailey ·
2000: Drummond, Williams, Lewis, Greene ·
2004: Gardener, Campbell, Devonish, Lewis-Francis ·
2008: Bledman, Burns, Callender, Thompson ·
2012: Carter, Frater, Blake, Bolt ·
2016: Powell, Blake, Ashmeade, Bolt ·
2020: Desalu, Jacobs, Patta, Tortu ·
2024: Brown, Blake, Rodney, De Grasse